# Гаркуша Діана Русланівна
Діа́на Русла́нівна Гарку́ша (нар. 5 липня 1994, Зміївський район, Харківська область, Україна) — українська модель, зайняла перше місце на всеукраїнському конкурсі краси Міс Україна — Всесвіт 2014. Вона посіла третє місце (в оригіналі — 2nd Runner-Up) на конкурсі Міс Всесвіт-2014.

## Ранні роки
Закінчила Зміївський ліцей №1 ім. З. К. Слюсаренка. З 2011 року Діана Гаркуша навчається в Національному юридичному університеті імені Ярослава Мудрого і працює моделлю в Україні. До своєї участі в Міс Україна Всесвіт і Міс Всесвіт вона виграла безліч інших конкурсів, такі як Міс Артек 2008, Етно-королева Слобожанщини-2011, Міс Харків 2012 і Міс Інтернешнл 2013.

## Конкурси краси

### Міс Україна Всесвіт 2014
Гаркуша здобула друге місце в національному конкурсі Міс Україна Всесвіт 2014, що відбувся 6 червня 2014 року. Вона представляла Харків.

### Міс Всесвіт 2014
Діана представляла Україну на конкурсі Міс Всесвіт 2014, де посіла 3-тє місце в конкурсі (втретє в історії цих конкурсів представниця України увійшла до топ-5). Вона вийшла в образі «нареченої війни» в темно-вишневій сукні з чорними смужками та чорною короною з колючого дроту. Конкурсантка з України закликала світ підтримати свою країну в часи війни.

## Нотатки
1. ↑  Етно-королева Слобожанщини